# Morita Groep
De Morita Groep is een verzameling van Japanse ondernemingen welke actief zijn met productie, verkoop en service voornamelijk op het terrein van brandpreventie, brandbestrijding, afvalrecycling en rijwielen.
De groep wordt geleid door de Morita Holdings Corporation. Het ontstaan van de groep voert terug tot 1907.
Tot de groep behoren de volgende ondernemingen:
- Morita Corporation - Productie en verkoop van reddingsvoertuigen en brandweerwagens;
- Morita Bohsai Tech Corporation - Productie en verkoop van brandpreventiemiddelen, ontwerp van en controle op rampenpreventievoorzieningen;
- Morita Environmental Tech Corporation - Ontwerpen van afvalrecyclings- en verwerkingsinstallaties, productie en verkoop van hydraulische apparatuur;
- Morita Econos Corporation - Productie en verkoop van onder andere vuilniswagens en rioolzuigers;
- Morita Technos Corporation - Service en onderhoud, productie en verkoop van elektronische brandtechnische apparatuur
- Miyata Industry Co., Ltd. - Productie en verkoop van fietsen, brandblussers en brandweermaterieel
- Morita Sogo Service Corporation -
- Aluvo Corporation - Productie en verkoop van FRP Cabines en bodies voor brandweerwagens;
- Morita U.G. Corporation - Productie en verkoop van brandbestrijdingsapparatuur;
- Morita Engineering Corporation - Productie en verkoop van brandbestrijdingsapparatuur;
- Hokkaido Morita Corporation - Verkoop van brandweerwagens, draagbare pompen, brandblussers en branddetectoren;
- Kagoshima Morita Pump Corporation - Verkoop van brandweerwagens, draagbare pompen, brandblussers en branddetectoren;
- Morita Toyo Corporation - Productie en verkoop van plaatwerk voor brandweerwagens;
- Nanjing Chenguang Morita Environment Protection Science & Technology Co.,Ltd - productie, ontwikkeling en verkoop van reinigingswagens en faciliteiten;
- Sichuan Morita Fire Safety Appliances Limited Company - Productie en verkoop van brandweerwagens en brandbestrijdingsapparatuur;
- Morita Holdrich(Hong Kong) Company Limited - Verkoop van brandweerwagens en brandweermaterieel;
- Morita Holdrich(Hong Kong) Company Limited Beijing Representative Office - Verkoop van brandweerwagens en brandweermaterieel;
- Morita Vietnam Company Ltd. - Productie van brandweerwagens en reinigingsvoertuigen.